# Leshibitse
Leshibitse è un villaggio del Botswana situato nel distretto di Kgatleng, sottodistretto di Kgatleng. Il villaggio, secondo il censimento del 2011, conta 545 abitanti.

## Località
Nel territorio del villaggio sono presenti le seguenti 14 località:
- Bokamoso di 12 abitanti,
- Farm 3 di 4 abitanti,
- Kgorotlhwe di 26 abitanti,
- Kidinye di 22 abitanti,
- Lefarwe Lands di 13 abitanti,
- Leshibitse Lands di 4 abitanti,
- Linchwe di 33 abitanti,
- Makhujwana di 21 abitanti,
- Masama di 1 abitante,
- Mmakobana di 12 abitanti,
- Nokana di 47 abitanti,
- Pitsetshweu di 26 abitanti,
- Ratshweu di 9 abitanti,
- Temesele di 29 abitanti